# 지미 러펠
지미 러펠(Jimmy Ruffell, 1900년 8월 8일 ~ 1989년 9월 6일)은 웨스트 햄 유나이티드에서 활약한 잉글랜드의 축구 선수다. 1921년에 입단해 1937년 이적할 때까지 1923년 잉글랜드 FA컵 결승전 등 548경기에 나서 166골을 넣었는데, 이 출장 기록은 1976년 보비 무어가 기록을 갱신하기 전까지 팀의 최다 출장 기록이었다. 잉글랜드 국가대표로도 6경기에 출전한 경력이 있다.